# Miguel Ángel Cajigal
Miguel Ángel Cajigal Vera (La Coruña, 8 de diciembre de 1981), también conocido con el seudónimo de «El Barroquista», es un historiador del arte y divulgador cultural. Como divulgador, ha participado en el programa de televisión El condensador de fluzo.

## Biografía
Nació en La Coruña y reside en Santiago de Compostela. Es licenciado en Historia del Arte y diploma de Estudios Avanzados en Historia del Arte y de la Música por la Universidad de Santiago de Compostela. Realizó estudios musicales en el Conservatorio Profesional de Música de La Coruña.
Dirige el máster en Educación en Museos y Espacios Culturales de la Universidad Europea Miguel de Cervantes y es técnico del Servicio de Educación de la Ciudad de la Cultura de Galicia.
Ha desarrollado su trabajo de investigación en instituciones como el Kunsthistorisches Institut de Florencia o la Kunstbibliothek de Berlín. Ha dirigido proyectos para la Dirección General de Patrimonio Cultural de la Junta de Galicia y es consultor técnico en intervenciones de conservación y restauración de bienes culturales. También ha trabajado como consultor técnico para la Junta de Galicia en asesoramiento sobre el Camino de Santiago. Forma parte del Consejo Internacional de Monumentos y Sitios (ICOMOS) y es miembro del Consejo Internacional de Museos (ICOM).
A mediados de la década de 2010 publicó una bitácora titulada El Barroquista, seudónimo inspirado en el nombre del grupo suizo de música clásica I Barocchisti. Posteriormente publicó en redes sociales sus comentarios sobre patrimonio y arte.
Como comunicador de historia del arte ha participado en eventos e impartido conferencias, como, entre otras, el ciclo que con motivo del 50 aniversario de la muerte de Pablo Picasso se organizó en la Casa Natal.
En 2021 fue uno de los colaboradores del programa de divulgación histórica El condensador de fluzo, emitido en La 2 de Televisión Española. También en 2021 comenzó a colaborar en el programa de radio Julia en la onda en la sección Masterclass, hablando sobre arte. 

## Obra escrita
- 2021 - Otra historia del arte. No pasa nada si no te gustan Las Meninas, Barcelona, Plan B, Penguin Random House Grupo Editorial España.[21]
- 2023 - Otra historia de la arquitectura. Por qué tu casa es mejor que Versalles, Barcelona, Ediciones B, Penguin Random House Grupo Editorial España.[22]

## Reconocimientos
En 2022 recibió el Premio EDE a Mejor Educador Digital de España en la categoría de Historia, concedido por la Asociación Educadores Digitales España.